# Arachnura logio
Arachnura logio là một loài nhện trong họ Araneidae.
Loài này thuộc chi Arachnura. Arachnura logio được Takeo Yaginuma miêu tả năm 1956.

## Hình ảnh

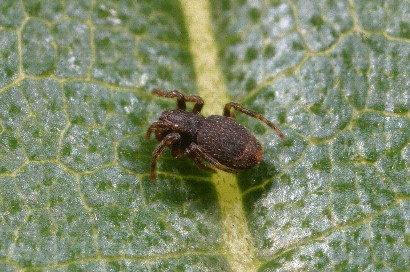